# Micromidia atrifrons
Micromidia atrifrons là loài chuồn chuồn trong họ Synthemistidae. Loài này được McLachlan mô tả khoa học đầu tiên năm 1883.